# Королевские гонки Канады
«Королевские гонки Канады» (англ. Canada’s Drag Race) — канадское реалити-шоу о дрэг-квин. Является адаптацией американского шоу «Королевские гонки Ру Пола». Производством занимаются кампании OutTV и Blue Ant Studios. Как и в оригинальной версии, здесь дрэг-квин соревнуются за денежный приз в размере $100 000, годовое проживание в отеле Hilton и звание «Первой канадской драг-суперзвезды».

## О передаче
Адаптация транслировлась в Канаде на стриминговом сервисе Bell Media Crave, телеканале OutTV, а также на американском сервисе WOW Presents Plus. Данная адаптация «Королевских гонок» стала уже четвёртой в мире. В настоящее время оригинальная американская версия шоу доступна на Netflix Canada.
Съёмки первого сезона шоу начались осенью в Онтарио в 2019 году, кастинг прошёл ранее в том же году. Премьерный сезон будет состоял из десяти часовых эпизодов. Первый сезон стартовал 2 июля 2020. 26 сентября 2019 года были объявлены судьи: Брук Линн Хайтс — финалистка одиннадцатого сезона шоу «Королевские гонки Ру Пола», актёр Джеффри Бауэр-Чепман и модель Стэйси Маккензи. Телеведущая Трэйси Мелчор стала «подружкой-бельчужкой», которая объявляет суть испытаний королевам. В число приглашённых судей вошли Элиша Катберт, Аманда Брюгел, Дебора Кокс, Джейд Хассун, Том Грин, Марта Уолш, Трэйси Мелчор, Эван Бидделл, Allie X, Мишель Визаж, Стефан Брогрен и Мишель Дубарри.
В январе 2021 года было анонсировано начало съёмок второго сезона шоу. В то же время было объявлено, что комик и продюсер Тревор Борис присоединится к производству в качестве шоураннера во втором сезоне.
В марте 2021 года, было объявлено, что Джеффри Бауэр-Чепман не вернется в качестве судьи во втором сезоне, из-за занятости в другом проекте. В июне 2021 было объявлено, что Стейси Маккензи также не вернется в качестве судьи во втором сезоне, из-за ограничений на поездки, связанных с пандемией COVID-19. В судейскую коллегию второго сезона войдут модный стилист Брэд Горески, актриса Аманда Брюгель, а также телеведущая Трэйси Мелчор из первого сезона.

## Награды и номинации
| Год  | Награда                | Категория                                              | Результат | Прим.         |
| ---- | ---------------------- | ------------------------------------------------------ | --------- | ------------- |
| 2021 | Canadian Screen Awards | Best Reality/Competition Program or Series             | Победа    | [ 15 ] [ 16 ] |
| 2021 | Canadian Screen Awards | Best Web Program or Series, Non-Fiction                | Победа    | [ 15 ] [ 16 ] |
| 2021 | Canadian Screen Awards | Best Direction, Reality/Competition                    | Победа    | [ 15 ] [ 16 ] |
| 2021 | Canadian Screen Awards | Best Writing, Lifestyle or Reality/Competition         | Номинация | [ 15 ] [ 16 ] |
| 2021 | Canadian Screen Awards | Best Sound, Non-Fiction                                | Номинация | [ 15 ] [ 16 ] |
| 2021 | Canadian Screen Awards | Best Production Design or Art Direction, Non-Fiction   | Победа    | [ 15 ] [ 16 ] |
| 2021 | Canadian Screen Awards | Best Achievement in Casting                            | Номинация | [ 15 ] [ 16 ] |
| 2021 | Canadian Screen Awards | Best Host or Presenter, Factual or Reality/Competition | Победа    | [ 15 ] [ 16 ] |